# Воскресение (фильм, 2001)
«Воскресение» (итал. Resurrezione) — двухсерийный франко-итало-немецкий телевизионный фильм, снятый братьями Тавиани в 2001 году. Экранизация романа Льва Толстого «Воскресение». На 24-м Московском международном кинофестивале фильм стал обладателем премии «Золотой Георгий».

## В ролях
- Стефания Рокка — Катюша Маслова
- Тимоти Пич — Дмитрий Нехлюдов
- Мари Боймер — Мисси
- Сесиль Буа — Мариэтта
- Ева Кристиан — Аграфена
- Марина Влади — Зия Герцогиня
- Джулио Скарпати — Симонсон
- Антонелла Понциани — Вера

## Награды
- 2002 — XXIV Московский международный кинофестиваль: Главный приз «Золотой Георгий»[2]